# Hogna arborea
Espèce
Hogna arborea est une espèce d'araignées aranéomorphes de la famille des Lycosidae.

## Distribution
Cette espèce est endémique de Taïwan.

## Description
La femelle holotype mesure 20,6 mm et le mâle paratype 19,5 mm.

## Systématique et taxinomie
Cette espèce a été décrite par Lo, Wei et Cheng en 2023.

## Publication originale
- Lo, Wei & Cheng, 2023 : « Tree-dwelling wolves: a new arboreal Hogna species (Araneae: Lycosidae) from Taiwan. » Zootaxa, no 5353(1), p. 47-59.